# Karim Benzema
Karim Mostafa Benzema (født 19. december 1987) er en fransk fodboldspiller med algeriske rødder, som spiller for Al-Ittihad i den saudiarabiske Saudi Professional League. Benzema skiftede i 2009 fra Olympique Lyonnais til Real Madrid for et beløb på 35 mill. euro. eller 260 mio. kr.

## Klubkarriere
Karim Benzema er et rent 'produkt' af Olympique Lyonnais' ungdomsakademi. Han spillede fortrinsvis central angriber i Olympique Lyonnais' foretrukne 4-3-3-formation, men kan også spille på både højre og venstre fløj. Tidligere har han på rygtebasis været meldt på vej til flere store internationale klubber, men på trods af al interessen fra Europas største klubber, har han ofte gentaget sit ønske om fortsat at spille for sin hjembys klub og hjælpe dem til at vinde UEFA Champions League.
I sæsonen 2011-12 scorede han la ligas hurtigste mål efter kun 22 sekunder mod F.C. Barcelona.

## Landsholdskarriere
Efter at have scoret mange mål på de franske ungdomslandshold blev Benzema bedt om at spille for det algeriske landshold 9. december 2006. Han afslog og fastslog, at han ville foretrække at spille for det franske landshold. Her fik han sin første landsholdsoptræden 28. marts 2007 i en venskabskamp mod Østrig, der endte med en 1-0 sejr med Benzema som matchvinder. Han er siden blevet fast mand på det franske landshold.
I oktober 2021, i retssagen mod Karim Benzema i Mathieu Valbuena sextape-sagen, anmodede anklagemyndigheden i Versailles straffedomstolen om at udtale en ti måneders betinget fængselsstraf og en bøde på 75.000 euro mod Karim. Benzema.

## Pokaler
- Den franske Ligue 1, vinder: 2005, 2006, 2007 og 2008 med Lyon.
- Champions League: 2014, 2016, 2017, 2018 og 2022

## Priser
Vinder af Ballon d'Or i 2022

## Eksterne links
- Wikimedia Commons har flere filer relateret til Karim Benzema
- Karim Benzemas opslag i Munzinger Sportsarchiv (tysk)
- Karim Benzemas spillerprofil hos FIFA (engelsk)
- Karim Benzemas spillerprofil hos UEFA (engelsk)
- Karim Benzemas spillerprofil hos Frankrigs fodboldforbund (fransk)
- Karim Benzemas profil hos Ligue de Football Professionnel (fransk)
- Karim Benzemas profil hos L’Équipe (fransk)
- Karim Benzemas profil hos EU-football.info (engelsk)
- Karim Benzemas spillerprofil på Transfermarkt (engelsk)
- Karim Benzemas spillerprofil på national-football-teams.com (engelsk)
- Karim Benzemas profil på WorldFootball.net (engelsk)
- Karim Benzemas stats i den franske liga
- Goal.com profil Arkiveret 18. december 2007 hos  Wayback Machine
- Benzema profil, J1897.com

�